# Lushan (berg)
Lushan är ett berg som är beläget i stadsdistriktet med samma namn i Jiangxi-provinsen och är ett av Kinas mest kända berg, semesterorter och centrum för Lushan nationalpark. 1996 sattes Lushan nationalpark upp på Unescos världsarvslista och 1998 blev parken upptagen i Unescos Internationella nätverk av geoparker (som idag omfattar 35 områden, därav sju i Kina). 
De ovala bergen är cirka 25 km långa och 10 km breda och gränsar till Jiujiang och Yangtze-floden i norr, provinshuvudstaden Nanchang i söder och Poyangsjön i öster. Dess högsta topp Dahanyang (大汉阳峰), som når 1,474 m över havsnivån, är en av de hundratals bergstoppar som är inhöljda i moln omkring 200 dagar om året.
Berget har alltid varit ett populärt resmål och det har en viktig plats i den kinesiska litteraturen. Till författare som berört berget i sin diktning hör Tao Yuanming, Bai Juyi, Su Dongpo och Mao Zedong.
I slutet av 1800-talet upptäcktes Lushan av utländska bosättare som grundade en kurort, vilken sedermera ombildades till Lushan-distriktet i Jiujiang.